# Ільм гірський (пам'ятка природи)
Ільм гірський — ботанічна пам'ятка природи місцевого значення. Об'єкт розташований на території Надвінянського району Івано-Франківської області, Любіжнянське лісництво, квартал 13, виділ 9.
Площа — 1,7000 га, статус отриманий у 1999 році.